# Musophaga rossae
Musophaga rossae là một loài chim trong họ Musophagidae.